# 후쿠다촌 (이시카와현)
후쿠다촌(福田村)은 이시카와현 에누마군에 있던 촌이다.

## 역사
- 1889년 4월 1일 - 정촌제 시행에 의해 9개 촌의 구역으로 후쿠다촌이 성립하였다.
- 1935년 6월 15일 - 가가시에 편입되었다.

## 교통

### 철도
현재는 구촌에 철도성 호쿠리쿠 본선이 지나가지만, 역은 소재하지 않았다.

## 참고문헌
- 角川日本地名大辞典 17 石川県